# 3e étape du Tour de France 2008
Pour un article plus général, voir Tour de France 2008.
La 3e étape du Tour de France 2008 s'est déroulée le 7 juillet. Le parcours de 208 km reliait Saint-Malo à Nantes.

## Profil de l'étape
Après un départ à Saint-Malo, en Ille-et-Vilaine, les coureurs entrent dans les Côtes-d'Armor au km 5, avant de revenir en Ille-et-Vilaine au km 42,5. Ils arrivent en Loire-Atlantique au km 119,5. Le ravitaillement est effectué à Lieuron, au km 109,5. Avant d'arriver à Nantes, les coureurs entrent dans l'agglomération par Saint-Étienne-de-Montluc, Couëron, Indre et Saint-Herblain, avant de passer sous le Pont de Cheviré. Ils rejoignent ensuite le quai de la Fosse, à Nantes, où se juge l'arrivée. Les derniers kilomètres de l'étape sont totalement plats.
L'étape ne présente aucune côte répertoriée en 208 km. Trois sprints intermédiaires jalonnent le début du parcours : à Saint-Piat (km 21,5), Bécherel (km 48,5) et Montauban-de-Bretagne (km 62).

## La course

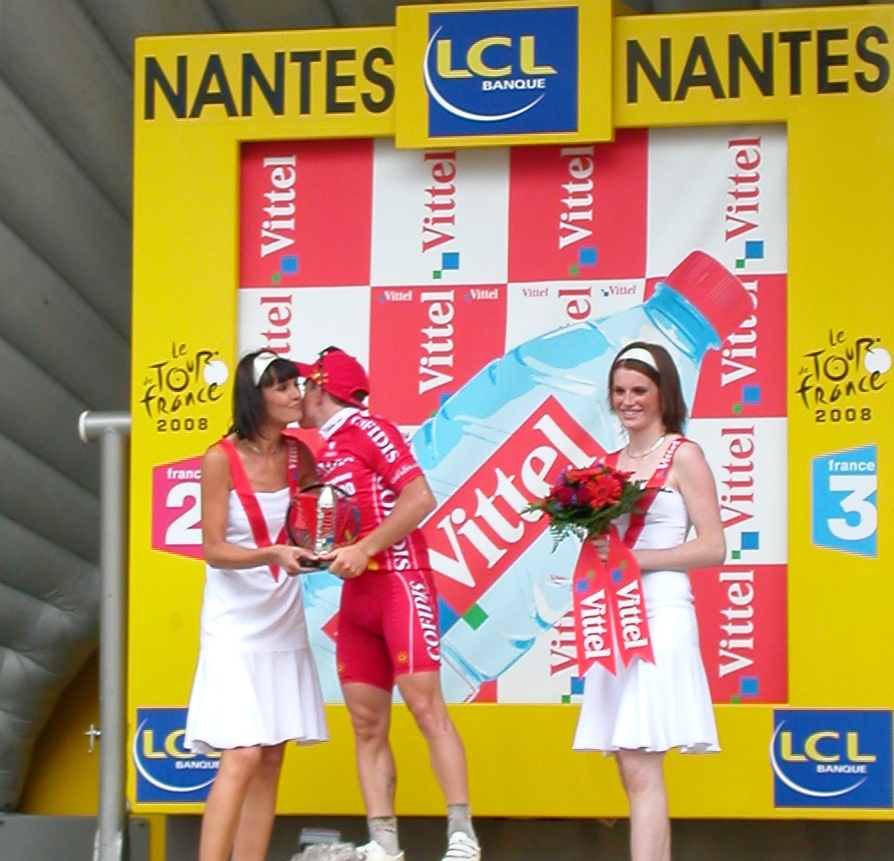
Samuel Dumoulin, vainqueur de la 3e étape du Tour de France 2008 à Nantes.

Dès le départ réel de l'étape, donné sur le barrage de la Rance, le coureur américain William Frischkorn lance une attaque. Il est rejoint par trois autres coureurs, l'italien Paolo Longo Borghini et les français Samuel Dumoulin et Romain Feillu. Ce dernier, qui compte 18 secondes de retard sur le maillot jaune, Alejandro Valverde, est le mieux placé au classement général. L'échappée se développe sans que le peloton réagisse et elle compte jusqu'à 14 minutes et 50 secondes d'avance après 64 kilomètres de course.
Sous l'effet du travail des équipes Team Columbia, Crédit agricole et Liquigas en tête du peloton, l'avance des quatre coureurs se réduit alors peu à peu (9 minutes et 50 secondes au km 103). Les formations La Française des jeux et Bouygues Telecom se joignent à la poursuite mais, à 40 km de l'arrivée, les échappés comptent encore 6 minutes et 25 secondes d'avance sur le peloton. Le vent fort et la pluie perturbent la course qui devient favorable aux échappés dans les derniers kilomètres. À défaut de revenir sur la tête de course, le peloton tente de limiter son retard mais des cassures se forment en son sein en fin de course. La Quick Step prend alors la tête du premier peloton pour empêcher le retour de deux groupes retardés.
Dans le final, dans les rues de Nantes, Longo Borghini est décroché par ses compagnons d'échappée qui se disputent le sprint final. Dumoulin l'emporte devant Frischkorn et Feillu. Un premier peloton arrive avec un retard de 2 minutes et trois secondes, réglé au sprint par Robbie McEwen devant Erik Zabel, Óscar Freire et le vainqueur de la veille Thor Hushovd. Un deuxième groupe comprenant notamment Denis Menchov et Riccardo Riccò finit à 2 minutes et 41 secondes des vainqueurs et un troisième groupe à 4 minutes et 55 secondes. Samuel Dumoulin signe ainsi sa première victoire d'étape dans un grand tour et Romain Feillu s'empare à la fois du maillot jaune et du maillot blanc. Ses compagnons d'échappée, Longo Borghini et Frishkorn suivent au classement général à 35 secondes et 1 minute 42. Alejandro Valverde est quatrième à 1 minute 45. Les maillots vert et à pois restent sur les épaules de Kim Kirchen et Thomas Voeckler.
À 23 kilomètres de l'arrivée, une chute impliquant Nicki Sørensen, Matthieu Sprick et Ángel Gómez a provoqué l'abandon de ce dernier.

## Sprints intermédiaires
| Premier   | Samuel Dumoulin      | 6 pts. |
| Deuxième  | Paolo Longo Borghini | 4 pts. |
| Troisième | Romain Feillu        | 2 pts. |

| Premier   | Paolo Longo Borghini | 6 pts. |
| Deuxième  | Romain Feillu        | 4 pts. |
| Troisième | William Frischkorn   | 2 pts. |

| - 3. Sprint intermédiaire de Montauban-de-Bretagne (kilomètre 62) \| Premier \| William Frischkorn \| 6 pts. \| \| Deuxième \| Romain Feillu \| 4 pts. \| \| Troisième \| Samuel Dumoulin \| 2 pts. \| |                    |        |
| Premier | William Frischkorn | 6 pts. |
| Deuxième | Romain Feillu      | 4 pts. |
| Troisième | Samuel Dumoulin    | 2 pts. |

## Classement de l'étape
| Classement de la 3e étape | Classement de la 3e étape | Classement de la 3e étape | Classement de la 3e étape | Classement de la 3e étape |
|                           | Coureur                   | Pays                      | Équipe                    | Temps                     |
| ------------------------- | ------------------------- | ------------------------- | ------------------------- | ------------------------- |
| 1er                       | Samuel Dumoulin           | FRA                       | Cofidis                   | en 5 h 05 min 27 s        |
| 2e                        | William Frischkorn        | USA                       | Garmin-Chipotle           | m.t.                      |
| 3e                        | Romain Feillu             | FRA                       | Agritubel                 | m.t.                      |
| 4e                        | Paolo Longo Borghini      | ITA                       | Barloworld                | + 14 s                    |
| 5e                        | Robbie McEwen             | AUS                       | Silence-Lotto             | + 2 min 03 s              |
| 6e                        | Erik Zabel                | GER                       | Team Milram               | + 2 min 03 s              |
| 7e                        | Óscar Freire              | ESP                       | Rabobank                  | + 2 min 03 s              |
| 8e                        | Thor Hushovd              | NOR                       | Crédit agricole           | + 2 min 03 s              |
| 9e                        | Robert Förster            | GER                       | Gerolsteiner              | + 2 min 03 s              |
| 10e                       | Mark Cavendish            | GBR                       | Team Columbia             | + 2 min 03 s              |
| modifier                  |                           |                           |                           |                           |

## Classement général
| Classement général | Classement général   | Classement général | Classement général | Classement général  |
|                    | Coureur              | Pays               | Équipe             | Temps               |
| ------------------ | -------------------- | ------------------ | ------------------ | ------------------- |
| 1er                | Romain Feillu        | FRA                | Agritubel          | en 13 h 27 min 05 s |
| 2e                 | Paolo Longo Borghini | ITA                | Barloworld         | + 35 s              |
| 3e                 | William Frischkorn   | USA                | Garmin-Chipotle    | + 1 min 42 s        |
| 4e                 | Alejandro Valverde   | ESP                | Caisse d'Épargne   | + 1 min 45 s        |
| 5e                 | Kim Kirchen          | LUX                | Team Columbia      | + 1 min 46 s        |
| 6e                 | Óscar Freire         | ESP                | Rabobank           | + 1 min 46 s        |
| 7e                 | Jérôme Pineau        | FRA                | Bouygues Telecom   | + 1 min 46 s        |
| 8e                 | David Millar         | GBR                | Garmin-Chipotle    | + 1 min 46 s        |
| 9e                 | Cadel Evans          | AUS                | Silence-Lotto      | + 1 min 46 s        |
| 10e                | Filippo Pozzato      | ITA                | Liquigas           | + 1 min 46 s        |
| modifier           |                      |                    |                    |                     |

## Classements annexes

### Classement par points
| Classement par points | Classement par points | Classement par points | Classement par points | Classement par points |
| --------------------- | --------------------- | --------------------- | --------------------- | --------------------- |
|                       | Coureur               | Pays                  | Équipe                | Point(s)              |
| 1er                   | Kim Kirchen           | LUX                   | Team Columbia         | 69 points             |
| 2e                    | Thor Hushovd          | NOR                   | Crédit agricole       | 64 pts                |
| 3e                    | Óscar Freire          | ESP                   | Rabobank              | 55 pts                |
| modifier              |                       |                       |                       |                       |

### Classement de la montagne
| Classement du meilleur grimpeur | Classement du meilleur grimpeur | Classement du meilleur grimpeur | Classement du meilleur grimpeur | Classement du meilleur grimpeur |
| ------------------------------- | ------------------------------- | ------------------------------- | ------------------------------- | ------------------------------- |
|                                 | Coureur                         | Pays                            | Équipe                          | Point(s)                        |
| 1er                             | Thomas Voeckler                 | FRA                             | Bouygues Telecom                | 19 points                       |
| 2e                              | Sylvain Chavanel                | FRA                             | Cofidis                         | 11 pts                          |
| 3e                              | Björn Schröder                  | GER                             | Team Milram                     | 9 pts                           |
| modifier                        |                                 |                                 |                                 |                                 |

### Classement du meilleur jeune
| Classement général du meilleur jeune | Classement général du meilleur jeune | Classement général du meilleur jeune | Classement général du meilleur jeune | Classement général du meilleur jeune |
|                                      | Coureur                              | Pays                                 | Équipe                               | Temps                                |
| ------------------------------------ | ------------------------------------ | ------------------------------------ | ------------------------------------ | ------------------------------------ |
| 1er                                  | Romain Feillu                        | FRA                                  | Agritubel                            | en 13 h 27 min 05 s                  |
| 2e                                   | Andy Schleck                         | LUX                                  | Team CSC Saxo Bank                   | + 1 min 52 s                         |
| 3e                                   | Yury Trofimov                        | RUS                                  | Bouygues Telecom                     | + 1 min 52 s                         |
| modifier                             |                                      |                                      |                                      |                                      |

### Classement par équipes
| Classement par équipes | Classement par équipes | Classement par équipes | Classement par équipes |
|                        | Équipe                 | Pays                   | Temps                  |
| ---------------------- | ---------------------- | ---------------------- | ---------------------- |
| 1re                    | Garmin-Chipotle        | États-Unis             | en 40 h 24 min 42 s    |
| 2e                     | Cofidis                | France                 | + 41 s                 |
| 3e                     | Barloworld             | Royaume-Uni            | + 1 min 16 s           |
| modifier               |                        |                        |                        |

### Combativité
William Frischkorn (Garmin-Chipotle)

## Abandon
Ángel Gómez (Saunier Duval-Scott)